# فیبربرون
فیبربرون (به آلمانی: Fieberbrunn) یک منطقهٔ مسکونی در اتریش است که در کیتسبول واقع شده‌است. فیبربرون ۷۶٫۲۹ کیلومتر مربع مساحت دارد ۷۸۰ متر بالاتر از سطح دریا واقع شده‌است.